# 塞浦路斯护照

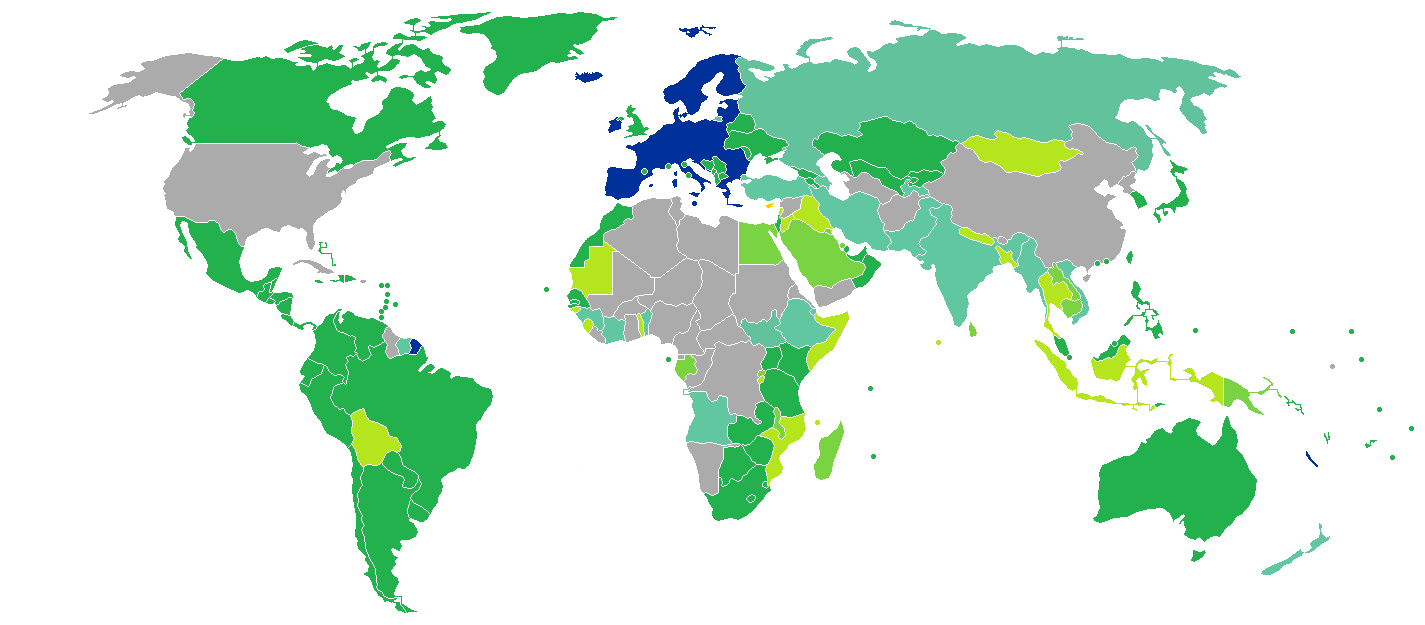
塞浦路斯公民签证要求：
欧盟/申根区，具有出入境自由，可无限期停留
免签证/电子许可
落地签证
落地签证（有限制）
电子签证
可于入境时领取预先批准的签证
需要签证

塞浦路斯护照是塞浦路斯政府向其公民发出的旅行证件。1974年分裂以前，塞浦路斯护照上印有希腊语、土耳其语及英语。土耳其族人若能证明他有来自塞浦路斯共和国公民的血统，可获塞浦路斯护照，北塞浦路斯共和国居民不予发给塞国护照。自2010年12月13日起，塞浦路斯开始启用生物特征护照，上面印有欧盟所有的官方语言。护照内页印有女神阿芙罗狄忒雕像在塞浦路斯博物馆展出、衔橄榄枝的和平鸽、塞浦路斯盘羊、凯里尼亚沉船的图案。
根据2025年1月8日发布的亨利护照指数，塞浦路斯护照可免签证、落地签证或电子签证入境179个国家和地区，位居世界第14。

## 出售护照
2020年，塞浦路斯政府被半岛电视台揭露利用护照的便利性，在2017年至2019年期间，已批准1400份申请，当中包括向犯罪分子和逃犯出售了护照。半岛电视台公布的塞浦路斯文件上，有数千名俄罗斯富翁的名字，其中许多人与克里姆林宫有密切联系，此外还有500名中国公民和一些阿拉伯富翁。而购买者只要至少215万欧元（合250万美元）的投资，就可以成为塞浦路斯公民，进而成为欧盟公民，并具有在27个欧盟成员国中生活，旅行和工作的能力。
10月16日，塞浦路斯宣布，将于11月1日起停止“黄金护照”（Golden Passport）的投资移民计划。

## 參看
- 北塞浦路斯護照
- 賽普勒斯文件